# 國子監監丞
國子監監丞，中國古代官職之一。在清朝，此官職配置於國子監，品等為正七品。國子監為清朝最高學府，而監丞為該機構掌管校規的官員。1910年代，清朝滅亡後，該官職廢除。
- 《清史稿教註》：「監丞，掌頒規制，稽勤惰，均廩餼，覈支銷，並書八旗教習功過」